# Trdnjava
Trdnjava je splošni izraz za posebej močno utrjeno mesto z vojaško posadko za obrambo.  V ožjem smislu je trdnjava v sodobnem času vrsta samostojne stalne vojaške utrdbe, ki je namenjena tako za zaščito proti sovražnikovemu orožju (zlasti topništvu) kot njihovi obrambi z uporabo lastnih sil. Take utrdbe so se gradile od 15. stoletja do približno sredine 20. stoletja kot odgovor na uporabo težkega topništva in smodnika. Lahko so služile za obrambo meje ali obale, bile so izhodišče za ofenzivo in umik vojske. Poleg tega so bile nekatere utrdbe uporabljene kot upravno središče, zapor ali skladišče državnih rezerv denarja ali plemenitih kovin.
Izvor izraza trdnjava je mogoče najti v starocerkvenoslovanski besedi tvrҍd'ҍ (trd, trden oziroma 'takšen, ki močno drži').
Razlika v značilnosti gradu ali trdnjave, ki ju je treba zavarovati pred nasilnim vstopom, so vrste napadov.

## Osnove
Tloris in prerez trdnjave je bil narejen glede na linijo streljanja orožja, ki se je uporabljalo pri obrambi, s čimer so se v veliki meri izognili mrtvemu kotu. Sestavljena je iz različnih delov, med katerimi so posamezne utrdbe kot so bastijoni (okopi) ali obzidje. Imeli so tudi vojašnico, skladišča streliva, vojaško opremo in druge stavbe za posadko. Trdnjava je lahko vključevala tudi civilno področje.
Trdnjave so bile zgrajene glede na individualni sistem utrjevanja. To so bili v večini primerov posebne izvedbe okopov, bastijonov, tenaile ali poligonalnega sistema. Ločino šest najpomembnejših načinov, s katerimi so od 16. do 19. stoletja razmejevali obdobja utrjevanj drug od drugega:
- staro- in novoitalijanski,
- staro- in novoholandski in
- staro- in novonemški, pruski in novoavstrijski bastijonski sistem.

Veliko ohranjenih utrdb ima elemente različnih načinov, saj so bili vedno znova prisiljeni na strukturne prilagoditve glede na tehnološki napredek orožja.
Edini pomemben element, ki določa trdnjavo je sistematično prirejanje, s poudarkom na izvajanju operacij z in proti topništvu. Poleg mest in gradov so bile tudi palače in samostani spremenjeni v trdnjave. Tukaj so bile, ker je bilo potrebno upoštevati obstoječe strukture in topografijo, običajno na voljo le novogradnje trdnjave na ravnem terenu in izvajanje na tipično idealen način.

## Zgodovina novoveških trdnjav

### Prve topniške utrdbe
Do poznega srednjega veka je bil obrambni potencial gradov in utrjenih mest odvisen v veliki meri od višine njihovih zidov in stolpov. Že v poznem 14. stoletju je bila taka utemeljitev vprašljiva, saj je v tem času prišlo do težkega bombardiranja z velikimi kamnitimi kroglami. Domet bombardiranja je bil sprva zelo kratek ter prevoz naprav zelo zapleten, vendar je bilo glede na trdnost zelo visokih gradov in mestnega obzidja, s temi primitivnimi napravami, zidove mogoče preprosto uničiti. V 15. stoletju se je razpon in ognjena moč bombardiranja močno povečala. Tako so francoske čete pod Karlom VII. od maja 1449 do avgusta 1450 s pomočjo  bombardiranja osvojile sedemdeset britanskih baz v Normandiji, saj je bila že postavitev topništva dovolj velika grožnja. Mesta so se predajala ne da bi ustrelili en sam strel.
Evropski arhitekti so se odzvali na ta razvoj najprej s spremembo srednjeveških utrdb. Stene so bile okrepljene, nižje in zidovi široki, da so služili kot ploščadi za topove. Zemlja je postala pomemben gradbeni material, saj je sunek krogle oslabila (glej Trk). Lesene konstrukcije so bile odstranjene iz zidov in stolpov, ker so bile lahka tarča. Srednjeveški grajski stolp se je preoblikoval v obliko prisekanega stožca z masivno topovsko kupolo, v rondel. Rondel je imel komore z velikimi strelnimi linami. Prav na vrhu rondela je stalo težko strelno orožje. Vendar pa te spremembe v gradnji utrdb niso zadostovale, ker so bile le nadgradnja prejšnjih strukturnih načel.
Okrepljene utrdbe, ki so bile zgrajene na koncu poznega srednjega veka, so povečalo predvsem pasivno obrambo in odlagale padec mesta ali gradu. V rondele so namestili nekaj topov, vendar se je dim od smodnika v kazematah ohranjal relativno dolgo in povzročal slabo vidljivost in oteževal dihanje. Na območju pred rondelom je slepi kot, ki ga ni bilo mogoče braniti in je bil zato priljubljena točka za sovražno obstreljevanje. Za ta namen so bile razvrščene inženirske čete. Rondeli so oblikovali samostojne utrdbe in niso bili namenjeni za bočno obrambo drug drugemu. Postali so nujna stalnica za stabilno ploščad za številne topove.

### Začetki izgradnje bastijonov
V Italiji se je našla rešitev za ta obrambni problem. Že leta 1452 je Leon Battista Alberti v svoji razpravi De Re aedificatoria prikazal utrdbe po vzorcu zob žage, ki tvorijo obliko zvezde (zvezdne šance). Nek drug italijanski arhitekturni teoretik je v 15. stoletju razvil podoben koncept, od tod tudi ime novega tipa trdnjave trace italienne, vendar so bile najprej deležne le malo pozornosti. Ključni razvoj se je začel leta 1487, ko je bil arhitekt Giuliano da Sangallo dobil naročilo za izgradnjo Poggio Imperiale. Načrtoval je gradnjo deset kotnih bastijonov daleč od grajskih zidov. Obe prednji strani bastijona se stikata skupaj pod kotom, imenovanim saillant (taca - izpostavljeni vogal renesančne zvezdne šance). Obe stranici, krajših zadnjih strani tvorita z obzidjem pravi kot. V pravilnem razmaku bastijoni lahko zagotavljajo medsebojno najboljšo možno zaščito pred ognjem, in ne poznajo mrtvih kotov zaradi svojega koničastega tlorisa. Zato je prevladal pravilni mnogokotnik kot idealna oblika trdnjave.
Na začetku italijanske vojne leta 1494 se je razvoj bastijonov pospešil. V severni Italiji je vdrla francoska vojska pod vodstvom kralja Karla VIII., ki je imela iz brona ulite topove, ki so streljali  železne krogle. Glede na mobilnost, ognjeno moč in hitrost streljanja so bili boljši. Neovirano so lahko francoske čete prodrle v južno Italijo, kjer so več mest in gradov na hitro bombardirali, razen če se njihove garnizije niso predale brez boja. Antonio da Sangallo, mlajši brat Giuliana, je v istem letu od  papeža Aleksandra VI. dobil obnovo utrdbe Civita Castellana. Antonio da Sangallo je utrdbo utrdil z rondelom in štirimi bastijoni.
Po načrtih Giuliana da Sangalla je bilo od 1501 do 1503 z bastijoni zgrajena trdnjava v papeževem pristanišču Nettuno. Bastijoni na vogalih kvadratne trdnjave so vili pomembna novost. Zadnji del stranic je bil umaknjen, sprednji del pa obrnjen navzdol (tako imenovan orillon). V nazaj umaknjenih bokih so bile zaščitene kazemate, da bi videli napad na odseku zidu med dvema bastijonoma, kurtino, težek sovražnikov navzkrižni ogenj. Za razliko od svojega brata Giuliana, je Antonio da Sangallo v poznejših stavbah postavil trdnjavo s kotnimi orilloni.
Nadaljnji razvoj sega k veronskemu arhitektu Michele Sanmicheliju, ki je skoval star italijanski slog utrdbe. Sanmicheli je bil začasno v papeški službi in se je tam seznanil s Sangallom, in od njega prevzel pristope k bastijonom. Po ropanju Rima leta 1527, se je vrnil v Beneško republiko, kjer je prejel leta 1530 ukaz, da se vrne v njegovo rojstno mesto Verono. Sanmicheli je moral obzidje in bastijone dvigniti in istočasno poglobiti. Le zunanje strani utrdbe je bilo sestavljena iz zidakov, ki so bili okrepljeni z oporniki in napolnjene z zemljo. Da bi se zmanjšala moč napada na razmeroma nizkih utrdbah, so bile obdane s širokim jarkom. V nazaj potegnjenih bokih sta dve strelni ploščadi na različnih ravneh, zaradi česar se je vstran usmerjena ognjena moč trdnjave povečala.

### Razvoj novega italijanskega sloga
Do poznega 16. stoletja so bili bastijoni dopolnjeni z dodatnimi, osnovni elementi, ki so privedli do nastanka novoitalijanskega sloga. Leta 1556 je Nicolo Tartaglia je predlagal v svojem Quesiti et inventioni diverse na zunanjem robu jarka izkopati široko pot, na kateri bi lahko pehota zasedla svoje položaje. Urejena je bila proti sovražniku nagnjena brežina - glasija in hkrati nizko obzidje in bastijoni. Pietro Cataneo je povečal uporabnost pokrite poti skozi položaje orožja, ki je služila kot točka zbiranja za večje število vojakov. To bi  lahko bil še posebej močan predel odpora ali prostor za izvedbo preboja.
Bastijone so znatno razširili in jih zgradili v razmakih, ki so ustrezali območju topništva. Cavalieri  imenovana zemeljska dela nastala na trdnjavi so povečala topovsko ploščad. Poleg tega so bili zgrajeni v jarkih proti vsem kurtinam revelini, ki so bili sestavljeni iz dveh stikajočih brežin. Njihova hrbtna stran, globel, je bila dovolj široka, da je lahko zavzela celoten odsek med bastijoni pod ognjem. Obzidje, revelini in prekrita pot so bile tri linije obrambe, ki so zagotavljale potrebno učinkovito globino topništvu na bojnem prostoru.
S pojavom sistema bastijonov v Italiji v 16. stoletju se je gradnja razcvetela. Številna mesta so popolne zvezdaste utrdbe, ali pravega poligonalnega tlorisa pri novozgrajenih mestih. V mestih, kot so Ancona, Firence in Torino so citadele zgrajene tako, da to ni le najmočnejši del utrjenega mesta, ampak jih je treba razumeti kot simbol kraljeve oblasti. Po vzoru stavb Francesca Paciotta so prevladovale kot osnovne oblike petkotne citadele. Drug vojaški razvojni koncept je Palazzo v fortezza, utrjena palača. Takšna struktura je na primer Villa Farnese, zgrajena od 1559 do 1573 v Capraroli, Viterbo.
Gradnja artilerijskih utrdb je bila povezana z velikimi stroški in veliko časa. Obzidja Vatikana po načrtih iz leta 1537 bi morala obsegati osemnajst velikih trdnjav, vendar so jih morali že leta 1542 bistveno zmanjšati zaradi stroškov. Šele v 17. stoletju je bilo delo končano. Uničujoče finančne posledice je imela trdnjava za Sieno, ki so jo začeli graditi leta 1553 z bastijoni na sedemnajstih mestih in porabili večino svojega proračuna. Ko je leta 1554 v Sieno prodrla španski vojska, je bila večina utrdb še vedno v gradnji, Sienčani pa niso imeli finančnih sredstev za pripravo močne vojske. Mestna država Siena je bila popolnoma osvojena do leta 1555.

### Trdnjave na Nizozemskem
Leta 1568 se je Nizozemska uprla nadvladi španskih Habsburžanov, s čimer se je začela osemdesetletna vojna. Uporniki so bili prisiljeni, zaradi topografskih pogojev za razvoj zgodnjega nizozemskega sloga, na hitro prilagoditi namestitev svojih baz. Nizozemci so postavili srednjeveška obzidja svojih mest in izkopali jarke, kot leta 1572 med obleganjem Haarlema. Kmalu po tem so začeli ustvarjati oblike italijanskega modela bastijonov in zemeljskih revelinov izven mestnega obzidja. Od konca 16. stoletja so bile nizozemske utrdbe v celoti zgrajene  iz zemlje, pokrite z rušo in obdane z jarki. Zadnjo stopnjo razvoja so dosegli v letu 1533 z utrdbo mesta Breda, Henrika III. Nassavskega. Teoretični temelj je bil polno zidano obzidje, nizozemska trdnjava avtorjev kot so Simon Stevin, Maurice von Orange.
Poleg uporabe zemlje kot edinega gradbenega materiala za utrdbe, so imeli še druge elemente. Za onemogočanje nasprotnikove uporabe lestev so imeli koničaste lesene kole postavljene na utrdbi. Za boljši nadzor jarka so obzidje in bastijone obdali s potjo in dodatno z nižjim obzidjem (niz. Fausse-Braie). Nizozemski inženirji so vedno upoštevali doseg mušket, tako da so bili bastijoni na manjših razdaljah, kot je bilo v navadi v novoitalijanskem slogu. Bastijoni običajno niso bilo niti kazematirani. Druga temeljna značilnost nizozemske utrdbe je bila namestitev številnih zunanjih elementov, okopov v obliki obliki roga in krone. Prav tako na sprednji strani trdnjav so bile v jarku zgrajene še tako imenovane demi-lunete. Tu je bil še ožji jarek, Avant-Fosse, obkrožen z glasijo.
Maurice Orange je pretvoril mesto Coevorden v idealno utrdbo zgodnjega nizozemskega sloga. Poleg tega nizozemski 1599 zgradili ob reki Waal in Meuse obzidje kot zaščito proti 's-Hertogenboschu od koder so napadali Španci. Pozimi 1605 je bilo obzidje razširjeno na reko IJssel. Na vzpetinah so bile majhne zemeljske utrdbe, ki so bile povezane z obzidjem. Na vsako nevarnost je njihova posadka opozorila zaledje s strelom ali signalnim ognjem.
Vzdrževanje brez zidanih utrdb je bilo zelo zapleteno. Obrambne naprave so bile primerne samo če so bile stalno v uporabi. Po drugi strani pa so bile zgrajene hitro in za sorazmerno majhna finančna sredstva. Zemeljske utrdbe s širokimi jarki so imele visok obrambni potencial. Zaradi teh prednosti je bil zgodnji nizozemski slog v 17. stoletju, predvsem v Severni Evropi zelo razširjen, kjer je bila opeka in kamen drag material. V 1630-ih se je pojavila najpomembnejša v nemščini napisana razprava o trdnjavah na Nizozemskem Architectura Militaris Nova et Aucta, Adama Freitaga.

### Razširjanje utrjevanja z bastijoni

#### Francija
V času vladavine Franca I. se je sistem z bastijoni širil tudi v Franciji. Leta 1534 je Franc I. najel italijanskega inženirja  Girolama Marinija, ki je pred tem delal za papeža Klementa VII.. V nekaj letih se je število italijanskih graditeljev v francoski službi povečalo na več kot sto. Pod vodstvom Marinija so z bastijoni opremili več utrdb v severni Franciji, vključno Maubert-Fontaine, Mézières in Mouzon. Potem ko so francoske čete leta 1543 zasedle Luksemburg, je Marini zapustil mesto z artilerijsko utrdbo, vendar je bil cesar Karel V. kriv, da se je naslednje leto vrnil nazaj. Vas Vitry-en-Perthois ki so v tem območju uničili Karlovi vojaki, je bila obnovljena na drugem mestu kot mestna trdnjava in preimenovana v čast Franca I. v Vitry-le-François. Do sredine 16. stoletja so se tudi francoski inženirji seznanili s koristmi bastijonov. Tako je generalmajor François de Scépeaux leta 1552 pooblastil de Saint-Rémyja da utrdi Verdun.
Med letoma 1562 do 1598 je divjala hugenotska vojna, zato je bilo v Franciji zgrajenih veliko začasnih utrdb. Hugenoti so uničevali obzidja, ki so jih nadzirali bastijoni in revelini iz zemlje. Ta vrsta fortifikacije je bila med drugim sprejeta od upornih Nizozemcev in je bila znan kot »à la huguenote«. S pomočjo Benečana  Scipione Vergana so Hugenoti zgradili svojo glavno trdnjavo, pristaniško mesto La Rochelle, v letu 1569 ena najmočnejših utrdb na francoskih tleh. Leta 1573 je Karel IX. poskušal zasesti La Rochelle, kar mu je spodletelo z ogromnimi izgubami.
Henrik IV. je prinesel konec verskim vojnam in se je lahko osredotočil na varnost francoskih meja. Henrik je moral med letoma 1595-1610 izvesti obsežen program utrjevanja, za kar je porabil skoraj 7,8 milijona livrej. Grenoble, Toulon in še trideset drugih mest so obdali z bastijoni in okrepili obmejne utrdbe, kot so Boulogne-sur-Mer, Calais in Montreuil. Večino teh vojaških gradbenih projektov je načrtoval in usmerjal Jean Errard de Bar-le-Duc, ki je leta 1594 objavil  La Fortification Démonstrée et Réduicte en Art, prvo francosko delo o sistemu bastijonov. Fortifikacijski konzept tam opisan, je imel določene pomanjkljivosti, saj je Errard večinoma opuščal zunanja dela. Čela bastijonov je oblikoval s stranicami pod pravim kotom, zato je bilo streljanje oteženo. Kljub temu pa Jean Errard šteje za prvega pomembnega francoskega inženirja predvsem po številu njegovih načrtovanih utrdb.

#### Britansko otočje
Februarja 1539 je Henrik VIII. odredil izvajanje celovitega programa utrjevanja angleške južne in vzhodne obale. Leto pred tem sta francoski kralj Franc I. in sveti rimski cesar Karel V. zagrozila z invazijo. Angleški monarh je zgradil 28 obalnih utrdb, pri čemer je potrebna sredstva dobil od prodaje zaplenjenega cerkvenega premoženja. Te utrdbe, znane tudi kot Device Forts, so utrdili še na zastarel način, z rondeliranimi krožnimi zgradbami.
Prvo izkušnjo s sistemom bastijonov so imeli Angleži leta 1545 med obleganjem Boulogne, saj so jo pod vodstvom italijanskega arhitekta Girolamo Pennacchija utrdili z bastijoni. Nekaj let kasneje pa so tudi v Angliji nastale utrdbe z bastijoni. Na ukaz kraljice Marije I. je Sir Richard Lee leta 1558 izdelal načrt za utrjevanje Berwick-upon-Tweed, katerega strukturna je bila zaradi pomanjkanja strokovnega znanja slaba. V naslednjih desetletjih je pomen utrdb v Angliji močno upadel, ki pa se je spremenil pod Elizabeto I., zaradi nevarnosti španske invazije. Med letoma 1586 in 1588 je Elizabeta z novimi utrdbami okrepila Dover in Great Yarmouth, vendar so se ti kratkoročni ukrepi izkazali za nezadostne, ko je španska armada pristala na angleških tleh.
Ko je leta 1642 izbruhnila državljanska vojna, je imelo le nekaj angleških mest sodobne utrdbe. Pri zagotavljanju osnove so tako parlamentarci kot rojalisti osvojili nizozemski način, s katerim so se različni poveljniki seznanili na obeh straneh kot prostovoljci v osemdesetletni vojni. V mestih, kot je King's Lynn je bilo srednjeveško obzidje dopolnjeno z bastijoni iz zemlje, medtem ko se je začel v Newarku in Oxfordu graditi popoln nasip. Kot pri vseh znanih utrdbah, je bila med angleško državljansko vojno zemlja primarni gradbeni material, nekaj pa tudi lesa. Posebnost so predstavljale utrdbe Bristol, Chester, London in Plymouth, ki so bile sestavljene iz obroča obrambnih jarkov, grabnov, utrdb in oblik rogov. Model za to je bil verjetno cirkumvalacija (taktika ali sistem utrjevanja z rovi, prsobrani, palisadami, bodečo žico in dr.), s katero so mesta na evropski celini po navadi delovala v obleganju.

## Pruski način
V času Friderika Velikega je prišlo do uvedbe starega pruskega sloga. Ta zunanja oblika je narejena bolj po obliki utrjenih mest in ne v skladu s strogimi geometrijskimi načeli (poligonalni sistem). Bastijoni so bili močno znižani in oddaljeni drug od drugega, med njimi je bila ustvarjena zunanja stena. Na vogalih manjših utrdb so bili zgrajeni manjši stolpiči po sistemu tenaille, na ugodnih položajih (griču) in zadaj so imeli tudi zadnjo steno. Tenaille je bila neke vrste oblika zvezde, tako da je še bolj optimalno zagotavljala bočni ogenj. Graditelj imenovan Landsberg je širil to metodo, vendar je bila samo ena trdnjavo v celoti tako zgrajena (Magdeburg leta 1730), saj so bile trdnjave zelo obsežne in zelo občutljive na topovsko streljanje pod nizkim kotom in skokovito. Ker so bile razdalje med temi utrdbami zelo velike, je bil na sredi stene zgrajen nekakšen bastijon, ki je bil hkrati tudi zaključek zidu in s tem dobil svojo lastno malo trdnjavo. Pri daljših odsekih zidov so pogosto vstavili manjše "izrastke".
Z Dunajskim kongresom 1814-15 se je Prusiji s pokrajino Porenje bistveno povečalo ozemlje. Kralj Friderik Viljem III. Pruski je takoj izdal ukaz u utrjevanju novih velikih mest v deželi Porenje. V naslednjih letih so nastale trdnjave  Koblenz, Minden in Köln. Drugi nemške trdnjave so se pojavila v Ulmu, Ingolstadtu, Rastattu, Germersheimu, Torgau, Magdeburgu, Wittenbergu, Posenu, Thornu, Königsbergu in več drugih mestih.
Vse so bile zgrajene v skladu z najnovejšimi spoznanji novopruskega ali novonemškega sloga. Ta je ohranil načela starega pruskega sloga in ga dopolnil z idejami markiza de Montalemberta ter Lazare Carnota. Namesto gradnje bastijonov, so bile narejene velike, dvonadstropne strukture v obliki podkve (kaponir - franc. caponnière 'kopunova koča', tj. kokošnjak), zgrajene v jarku, zavarovane z oblikovano brežino iz zemlje (jarek je moral pridobiti trikotne izbokline). Ta je moral bil enako visok kot kaponir, med streho in ograjo narejen iz zemlje. Topovi kaponirja so lahko sami  napadli le, če je bil sovražnik v bližini jarka - za razliko od havbice in minometov. Zato so postavili na vrhu dodatno zgradbo, ki je imela takšne naprave. Poleg tega so v kotih pokritih poti (med glasijo in grabnom) in v jarek postavili majhne "brunarice". Poleg tega so bili tradicionalni zidovi sedaj dvignjeni do escarpe - do višine glasije. V bližini kaponirja so bile tudi posebno široke klančine, ki so vodile v jarek in iz njega v pokrite poti in tako v primeru okvare niso bili odvisni samo od vrat. Nadalje so izboljšali bočni ogenj z notranjo steno glasije v rahlem cikcak.
Maksimalno en kilometer dolg pas trdnjave zdaj ni imel več povezave, utrdbe so bile odrezane druga od druge. Vsaka utrdba je imela približno obliko bastijona ali skoraj trikotno obliko, ki je bila v notranjosti dvonadstropna stavba z ograjo na strehi - tako da je bila dejansko istočasno zaščitna brežina z miniaturnim kaponirjem. Utrdba zdaj ni imela zadnje stene, le en del je bil  vojašnica in graben - tako da so lahko bolje nadzorovali glavno steno. Vse presledke v trdnjavi so lahko kasneje razširili z uvedbo topov.
Ta nov način se je kmalu razširil povsod - razen v Franciji. Vendar je bil ta novonemški sistem uporabljen samo v strateško pomembnih utrdbah, druge so pogosto opustili. Francozi so vztrajali le pri tekočem vzdrževanju starih Vaubanovih utrdb.
Potem ko je Koblenz postal pruski, so takoj začeli z utrditvijo na novopruski način. Mesto Koblenz je dobilo novo mestno obzidje in na gričih, ki obdajajo mesto je bilo predvideno več utrdb. To je bila med drugim trdnjava Ehrenbreitstein, ki je bila največje vojaško oporišče na Renu in ena najmočnejših trdnjav, ki je še danes skoraj nedotaknjena. Vojaška inženirja Gustav von Rauch in Ernst Ludwig von Aster sta zgradila ogromno citadelo, ki danes prevladuje nad mestom Koblenz. Utrdba je bila leta 1890 opuščena zaradi razvoja vojaške tehnologije in popolnoma porušena. Mestna utrdba v Koblenzu je izgubila vojaški pomen, vendar je ostala vse do prve svetovne vojne v funkciji. Nato so porušili ali zanemarili. Danes ohranjajo le posamezne dele mestne utrdbe v Koblenzu kot sta Fort Asterstein in Fort Konstantin.

## Feste
Feste (tudi skupinska trdnjava ali francosko groupe fortifié) se nanaša na primere tipov trdnjav v Nemčiji ob koncu 19. stoletja. Vedno močnejše topništvo je zahtevalo vedno močnejše trdnjave. Hkrati je imela pehota ustrezno zaščito v betonskih vojašnicah. Ključna značilnost trdnjav je bila kombinacija najpomembnejših elementov sodobne trdnjave – tankovske baterije  in pehote ter prilagoditev kraju. Posamezne enote so razpršene nad terenom, da bi pridobili v dani pokrajini večjo taktično prednost. Tako se je končal čas samostojne utrjene trdnjave. Nov koncept je bil sprejet v Nemčiji v AKO (Allerhöchster Kabinetts-Ordre) 30. junija 1897. Prva postavitev te nove vrste je Feste Haeseler južno od Metza, zgrajena po 1899. Skupaj je bilo zgrajeno:
| Pri Metzu:                        | Feste Kronprinz, Feste Kaiserin, Feste Leipzig, Feste Lothringen, Feste von der Goltz, Feste Luitpold, Feste Wagner, Feste Haeseler |
| Pri Mutzig-Molsheimu (Strasburg): | Feste Kaiser Wilhelm II. (v 2. gradbeni fazi)                                                                                       |
| Pri Thionvilleu (Diedenhofen):    | Feste Obergentringen, Feste Königsmachern, Feste Illingen                                                                           |
| Isteiner Klotz:                   | Feste Istein |

## Utrdbe iz prve svetovne vojne

#### Trdnjava Kluže in Fort Hermann
Trdnjava Kluže se nahaja na cesti Bovec-Predel v Sloveniji in jo sestavljata dve utrdbi iz prve svetovne vojne: zgrajena 1881-82 imenovana Trdnjava Kluže) in Fort Hermann. Obe trdnjavi sta bili strateško pomembni za prelaz Predel v Kanalsko dolino in sta bili del soške fronte. Fort Hermann so sedaj le ruševine. Njene betonske stene niso mogle vzdržati novih granat.

## Znamenite trdnjave in spomeniško varstvo
Po tem ko so se trdnjave nehale uporabljati v vojaške namene, so jih predali v civilno uporabo. Na ta način je bila večina utrdb v Nemčiji in sosednjih evropskih državah porušen. To je v glavnem povezano z urejanjem velikih mest in samo v precej redkih primerih so urbane trdnjave ohranjene za zanamce.
V večini evropskih mest so topografski sledovi starih utrdb vidni predvsem kot široki bulevarji, saj so bili zgrajeni bodisi po celotnem trdnjavskem obroču ali vsaj delu tega. Najbolj znani primeri so poleg Pariza še Mannheim, Dresden, München in Dunaj.
Utrdbe Dunaja, vključno glasije, so posledica še vedno prisotnega strahu pred turško nevarnostjo v 1850-ih. Sprostitev površin za Ringstrasse in gradnja delov četrti, ki so se sedaj pridružile Dunaju in dunajsko predmestja, so postali enotno mesto. Francoski boulevard leži na mestu stare utrdbe. V nekaterih mestih so sistem utrdb celo podrli v cik-cak obliki in zgradili ceste. Tudi v Berlinu je mogoče najti ime ulice, ki spominja na stare utrdbe: Oberwall-, Niederwall- in Wall Strasse spominjajo na prvotni potek obzidja. Poleg tega berlinska mestna železnica sledi poteku starega jarka med postajami Jannowitzbrücke in Hackescher Markt.
V Dresdnu so pretvorili dele utrdb, ki imajo zdaj pomembno vlogo kulturnih institucij in sedežev ansamblov. Tako je bil bastijon preoblikovan v Zwinger (stavbni kompleks z vrtovi v Dresdnu). Na strani Kronentors je bil vodni jarek trdnjave izpostavljen pred drugo svetovno vojno. Tudi Brühlsche Terrasse je del trdnjave in je arhitekturni ansambel in turistična atrakcija.
Posebnost utrdbe v Nemčiji je trdnjava Minden s svojo železniško postajo. Objekt je ohranjen v večjem delu zaradi svoje zgodnje opustitve in odraža stanje zgradb iz 19. stoletja in še vedno prikazujejo odnos med trdnjavo in železnico.
Trdnjava Plassenburg v Kulmbachu je danes, kljub delnemu uničenju 1806/07, zastrašujoča obramba v svojem jedru, a renesančna palača s štirimi krili. V Plassenburgu stran po stran kaže srednjeveško grajsko arhitekturo, novoveške obrambne gradnje z rondeli in bastijoni, kot jih je označil Albrecht Dürer v svojih študijah iz 1527, bastijone z različnimi načini gradnje iz 16. in 17. stoletja, pa tudi vojašnice iz 17. in 18. stoletja. Z Hohen Bastei  je imel Plassenburg enega največjih branikov te vrste. Po obsežni obnovi nacistov Fritza Todta in Siegfrieda Schmelcherja med letoma 1937-1942 in je zadnjo obnovo trdnjave v 1950-ih vodila bavarska uprava palač, vrtov in jezer v državni lasti.
Fortifikacija Ulma (1842-1859, s poznejšimi dodatki) je ostala, kljub obsežnim delom pri rušenju objektov v začetku 20. stoletja in v 1960-ih - tako so danes ohranjene v celoti Nordumwallung vključno Wilhelmfeste, velik del zahodnega Neu-Ulm mestnega obzidja, ostanki mestnega obzidja vzhodno in zahodno od starega mesta Ulm in 12 od 14 zunanjih utrdb. Iz časa cesarske trdnjave Ulm stojijo danes še nekateri manjši, deloma bombardini v drugi svetovni vojni, glavni betonski položaji iz leta 1914. Za celoten sistem zdaj skrbi Förderkreis Bundesfestung Ulm. 
Od leta 1937 uradno opuščene bavarske trdnjave Ingolstadt so se ohranile številne stavbe iz različnih obdobij, predvsem klasične utrdbe v primestnem območju. Od kavalirja je bila Kavalier Spreti leta 1963 porušena. Večina del je bila bombardirana v drugi svetovni vojni, ostala je samo Fort Prinz Karl.
Še posebej na severovzhodni meji Francije je ostalo veliko utrdb skoraj v celoti ohranjenih (Belfort, Neuf-Brisach). To je tudi, podobno kot na Dunaju, zaradi strahu pred ponovitvijo uničujoče nemške invazije leta 1870 in so ohranili obstoječe utrdbe v stalni oskrbi in jih še razširili. Ta obetavna strategija iz prve svetovne vojne je stala ob koncu gradnje  Maginotove linije kot obraz zmagovitega izhoda. Šele po koncu druge svetovne vojne, nenazadnje po pritisku de Gaulla, se je francoska obrambna politika spremenila.
Zdaj je naloga spomeniškega varstva ohranjanje starih utrdb ali njihovih ostankov, tako da lahko ljudje vidijo podobe pretekle dobe in posledic za v življenju.